# 苗30線

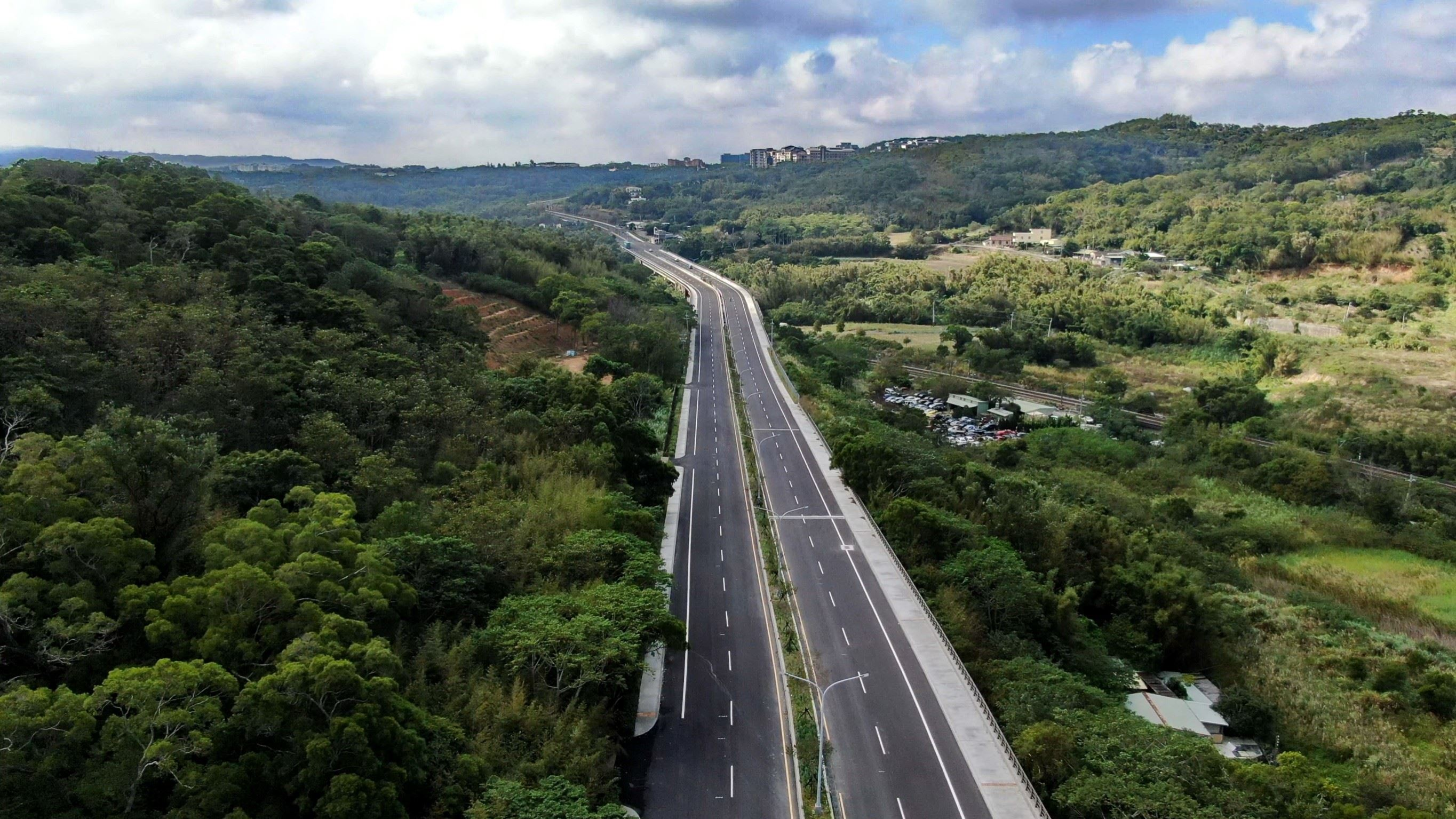
聯大路

苗30線，為位於中華民國臺灣省苗栗縣苗栗市之鄉道，全線路名均為「聯大路」，係國立聯合大學二坪山校區與八甲校區之聯絡道路。起點於聯大八甲校區校門口（苗栗市南勢里），終點於苗栗市恭敬里的台13線，全長2.643（1.642英里）。

## 里程
全線均位於
苗栗縣境內。

| 苗栗市 | 八甲校區           | 0.000 | 苗28-1線           | 公路起點                      |
| 苗栗市 |                    | 0.500 |                    | 南勢里、新英里界              |
| 苗栗市 |                    | 0.743 | 觀音道、苗圃道     |                               |
| 苗栗市 | － 跨越臺中線      |       |                    |                               |
| 苗栗市 | 聯大高爾夫球練習場 | 1.643 | 往 苗29線引道      |                               |
| 苗栗市 |                    | 1.893 | 苗29線龍岡道之跨橋 | 未有平交路口 新英里、高苗里界 |
| 苗栗市 |                    | 2.293 |                    | 高苗里、恭敬里界              |
| 苗栗市 | 台13線             | 2.643 | 台13線             | 公路終點                      |

## 改善工程
苗30線為往來國立聯合大學兩校區間之主要通道，但因坡度陡、彎道多、視野不佳，而曾多次發生交通事故，後獲行政院全額補助改善工程經費，於2021年1月30日動工，預定2022年6月完工，惟因施工進度超前，提前至2022年2月18日完工通車。

## 沿線設施
- 國立聯合大學八甲校區
- 聯大高爾夫球練習場
- 公共藝術－見龍在田[5]
- 國立聯合大學二坪山校區